# Taberg (berg)

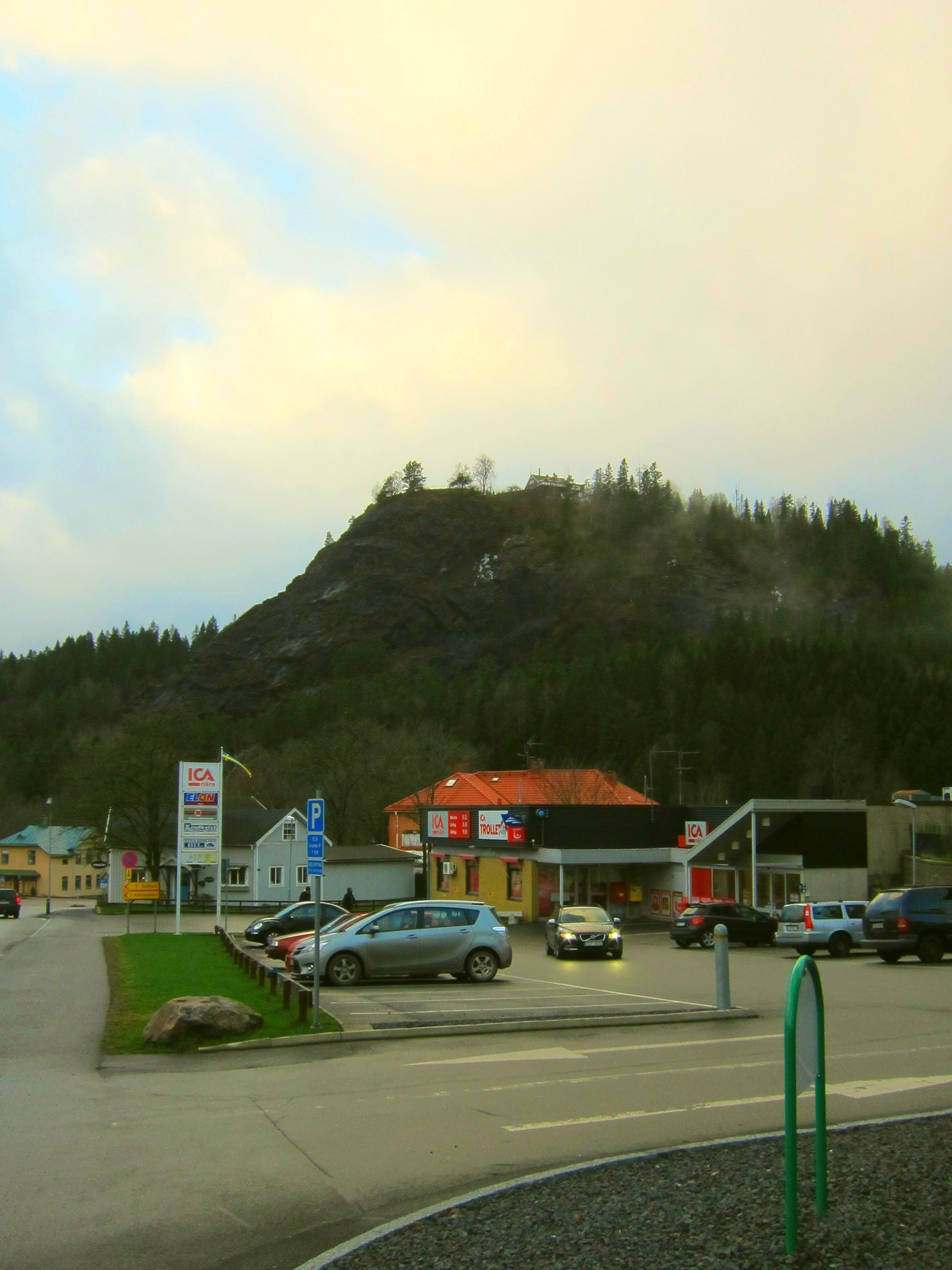
Taberg från samhället med samma namn.

Taberg (Smålands Taberg) är ett berg i norra Småland, sydväst om Jönköping. Taberg når 343 meter över havet och reser sig med ett 121 meter högt stup ovanför orten Taberg, som ligger på bergets ostsida. Själva berget har två toppar, västtoppen och östtoppen.
Taberg är beläget omkring 15 kilometer söder om Jönköping och syns vida omkring. Det är en malmkropp som bildades för 1,2 miljarder år sedan. Den från början trögflytande massan trängde sig uppåt men stelnade innan den nådde jordytan. Omgivande bergarter har sedan eroderats bort och Tabergstoppen reser sig nu omkring hundra meter över det för övrigt ganska plana landskapet.

## Natur

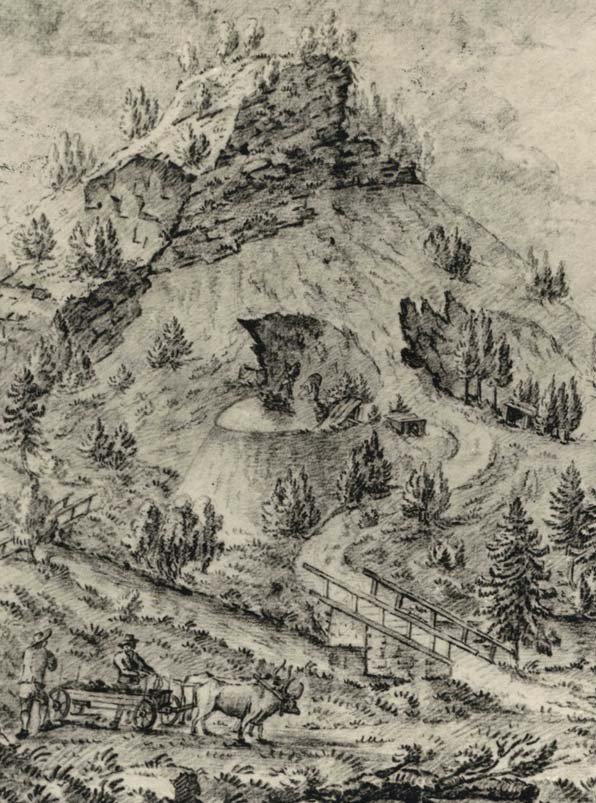
Tuschteckning från sent 1700-tal, föreställande ”Utsigten af Taberg emot Öster”.

Berget har imponerat i alla tider, och bland annat ska Carl von Linné ha kallat Taberg för "Smålands mirakel" när han besökte berget på 1700-talet. Här har man hittat mer än 400 arter blomväxter och ormbunkar. Här möts mellaneuropeiska växter och fjällväxter. Den sydliga brunbräken möter här den nordliga grönbräken, två mycket ovanliga ormbunkar på samma plats.
Taberg har också Sveriges rikaste bestånd av mossor. Här finns sex utrotningshotade mossarter, bland annat den långhalsade nickmossan. Den speciella basiska berggrunden gör att många sällsynta växter finns här.
I bergets stenbranter speglar sandödlan sina smaragdgröna sidor. Det är ett värmekrävande och mycket känsligt djur som också är fridlyst. I Tabergsåns dalgång häckar strömstare och forsärla och ibland också kungsfiskare.
Under vinterhalvåret får bara fladdermöss vistas i gruvorna. De sover sin vintersömn i bergets 1,5 kilometer vindlande gångar. Om man väcker en fladdermus i vinterdvala kan den förlora så mycket energi av stressen att den inte överlever till våren. I och kring Taberg finns elva fladdermusarter varav sex övervintrar i gruvan. De som finns i gruvan är Plecotus auritus, Eptesicus nilssonii, Myotis nattereri, Myotis brandtii, Myotis mystacinus och Myotis daubentonii. Utanför gruvan finns även Nyctalus noctula, Vespertilio murinus, Pipistrellus pygmaeus, Pipistrellus nathusii samt Barbastella barbastellus. Området ingår i Tabergs naturreservat.

## Malmbrytning

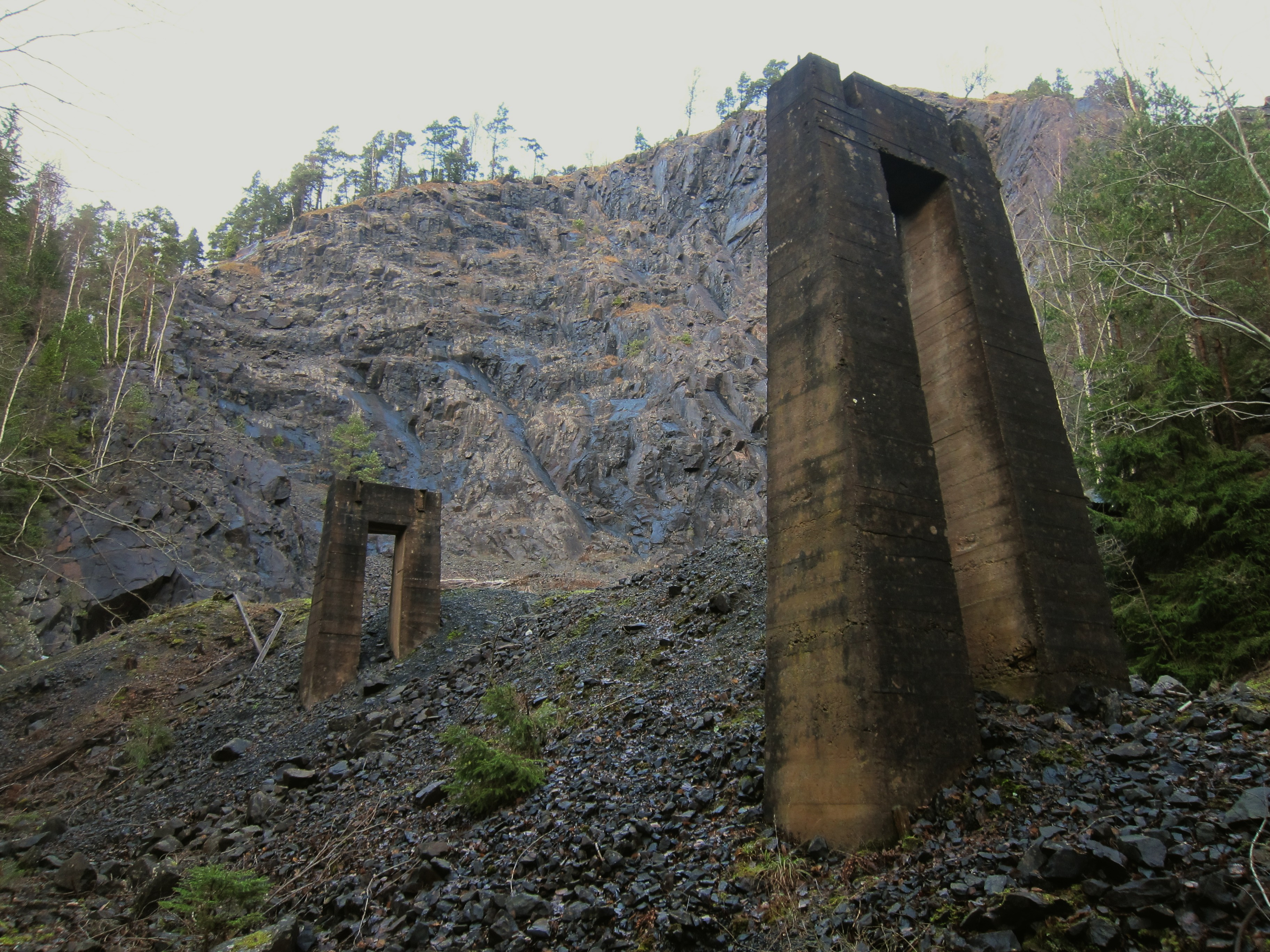
Brytningsplats vid Tabergsgruvan.

Redan på 1400-talet påbörjades brytning av järnmalm i Tabergsgruvan. Tabergs-järnet blev snart känt för sin höga kvalitet. C'est du fer de Takaberg! (”Det är järn från Taberg!”) utropade pistolsmederna i Paris när de var extra nöjda med ett arbete.
Berget består av titanomagnetitolivinit, som bara finns i Taberg och i Rhode Island i USA. De största brytningarna i Taberg skedde av AB Smålands Taberg under andra världskriget då Tyskland var i stort behov av järn. Brytningen avslutades 1960. 
År 1831 upptäckte geologen Nils Gabriel Sefström grundämnet vanadin i malm från Taberg. Vanadin är en legeringsmetall, som gör stål hårdare. Planer på att utvinna vanadin dök upp på 1970-talet, men sattes aldrig i verket på grund av förhöjda kostnader i samband med oljekrisen.

## Naturreservat
Naturskyddsföreningen köpte gruvrättigheterna till Taberg efter en landsomfattande insamling 1986. Därmed sattes punkt för fortsatt exploatering genom gruvdrift, slalombackar med mera. Området ingår nu i Tabergs naturreservat.
Idag finns här gruvvisningar under sommaren, flera vandringsleder, badplats, hotell och restaurang. En bilväg, öppen sommartid, leder upp till den östra toppen.

## Bergras
År 1990 inträffade ett bergras vid Taberg, då omkring 100 kubikmeter berg rasade ner på järnvägen Jönköping–Vaggeryd som går vid bergets fot. Raset inträffade vid en punkt där berget delvis hänger över järnvägen.